# Gugou
Gugou (kinesiska: 古沟) är en socken  i östra Kina. Den ligger i stadsdistriktet Panji i staden Huainan i provinsen Anhui, omkring 100 kilometer norr om provinshuvudstaden Hefei. Antalet invånare är 25215. Befolkningen består av 12 012 kvinnor och 13 203 män. Barn under 15 år utgör 18,0 %, vuxna 15-64 år 71 %, och äldre över 65 år 9,0 %.
Gugou är en etnisk minoritetssocken för huifolket.